# 北海道出身の横綱一覧
北海道出身の横綱一覧（ほっかいどうしゅっしんのよこづないちらん）は、北海道出身（出身地は日本相撲協会の発表した出身地による）の横綱の一覧である。

各横綱の成績・人物等については各横綱の項を参照。

北海道は明治時代に開拓が始まり、労働力を供給するために多産傾向となった。それに伴い相撲部屋への口減らしが行われ、そうして北海道から力士を目指す人が多くなった。北海道出身の横綱は8人で全都道府県中最多であるが、それだけの数の横綱を輩出したのにはそうしたところも関係している。
だが、北勝海の引退を最後に北海道出身の横綱はもとより大関も誕生しておらず、2021年5月場所時点では関取が十両に2人だけとなっている。さらに、幕内最高優勝は1991年3月場所に北勝海が記録したのが最後となっている。これには、北海道の少子高齢化、過疎化、人口減少という事情がある他、子供の運動習慣の喪失による体力低下が原因として挙げられる。

## 横綱一覧
- 千代の山雅信　松前郡福島町出身。

第41代横綱。1951年5月場所後昇進、1959年1月場所引退。幕内最高優勝6回、全勝2回。
初の道産子横綱。終戦直後の1945年11月場所で10戦全勝の衝撃的デビューを果たす。「鉄骨のやぐら」と呼ばれた筋肉質の長身から破壊力ある突っ張りと右四つの相撲でならした。戦後角界の旗手として期待を集め期待通り横綱に昇進したが相次ぐ故障で大成できず、「横綱返上」騒動を起こしたこともある。横綱審議委員会が推薦・相撲協会推挙による初の横綱でもある。
- 吉葉山潤之輔　厚田郡厚田村出身。

第43代横綱。1954年1月場所後昇進、1958年1月場所引退。幕内最高優勝1回、全勝1回。
市川右太衛門に似た美男と筋骨隆々とした肉体で人気を集めた。力士として伸び盛りだったころに兵役にとられ、さらに戦地で負傷し、体重も減少して出世の足かせとなった。横綱昇進までの苦難の数々は「7つの悲運」と呼ばれたが1954年1月場所で生涯ただ一度の優勝を全勝で果たし、雪中の都内をパレードする姿は全国的な熱狂を呼んだ。横綱昇進後は優勝なしのまま引退。
- 大鵬幸喜　川上郡弟子屈町出身。

第48代横綱。1961年9月場所後昇進、1971年5月場所引退。幕内最高優勝32回、全勝8回。
出生地は樺太（当時日本領）である。当時の年少昇進記録を次々と塗り替え、入幕からわずか2年、21歳3か月で横綱昇進。同時に横綱に昇進した柏戸と共に「栃若時代」に続く「柏鵬時代」を築いた。特に女性・子供からの人気が高く「巨人・大鵬・卵焼き」の流行語が生まれた。抜群の安定感を誇り、優勝30回を記念して相撲協会から一代年寄を贈られた。慈善活動に力を注いだことでも知られる。前相撲博物館館長。2013年1月の他界後に国民栄誉賞を贈られた。
- 北の富士勝昭　旭川市出身。

第52代横綱。1970年1月場所後昇進、1974年7月場所引退。幕内最高優勝10回、全勝3回。
「現代っ子横綱」「プレイボーイ横綱」などの異名をもつ美男力士。鮮やかな速攻が身上だった。大鵬晩年期に横綱となり、ライバル玉の海とともに優勝を重ね「北玉時代」到来と思われた矢先に親友でもあった玉の海が急逝、以後8場所間一人横綱を務めたが成績は急降下した。引退後は千代の富士・北勝海を横綱まで育て上げた。1998年に相撲協会を退職後は、死去するまでNHKの専属相撲解説者を務めた。
- 北の湖敏満　有珠郡壮瞥町出身。

第55代横綱。1974年7月場所後昇進、1985年1月場所引退。幕内最高優勝24回、全勝7回。
「怪童」と呼ばれ年少記録を次々に更新、横綱昇進時の年齢21歳2ヶ月は現在も大相撲記録。横綱昇進直後は取りこぼしも目立ったが、やがて巨体を利した破壊力と巨体に似合わぬ機敏さを武器に安定した強さを兼ね備え、37場所連続二ケタ勝利などを記録した。同時期に輪島・貴ノ花ら人気力士が多く、もっぱら彼らの敵役にされたが、誠実な土俵態度で横綱を63場所務めた。大鵬に次いで一代年寄を贈られ、日本相撲協会理事長を務めたが、理事長在任中に逝去した。
- 千代の富士貢　松前郡福島町出身。

第58代横綱。1981年7月場所後昇進、1991年5月場所後引退。幕内最高優勝31回、全勝7回。
同郷の先輩・千代の山にスカウトされて角界入り。精悍な顔立ちと筋肉美で高い人気を集め、80年代の相撲界を人気・実力双方で支えた、戦後屈指の人気力士。力任せの投げで肩を故障し続けたが前褌をとっての速攻に開眼、関脇での初優勝から横綱まで駆け上がり、空前の「ウルフフィーバー」を現出した。双葉山につぐ記録となる53連勝を記録、相撲界初の通算1000勝を達成、これも相撲界初となる国民栄誉賞を受賞した。
- 北勝海信芳　広尾郡広尾町出身。

第61代横綱。1987年5月場所後昇進、1992年3月場所引退。幕内最高優勝8回。
素質には恵まれなかったが兄弟子千代の富士との激しい稽古と闘志でカバー、激しい相撲で小錦らと「花のサンパチ組」とうたわれる。昇進後は腰や膝の故障に悩まされるがそのたび復活を遂げ優勝回数を8回まで積み上げた。日本相撲協会理事長在任中に逝去した北の湖の後を受けて、理事長に就任した。
- 大乃国康　河西郡芽室町出身。

第62代横綱。1987年9月場所後昇進、1991年7月場所引退。幕内最高優勝2回、全勝1回。
常陸山のようと喩えられた恵まれた巨体で早くから将来を嘱望され、期待通り横綱にまで駆け上がったが、睡眠時無呼吸症候群などその巨体からくる病苦に悩んで低迷、安藝ノ海以来となる本場所皆勤での負け越しを記録してしまった。それでも1988年11月場所千秋楽、千代の富士の連勝を53で止め綱の意地を見せた。